# المفاهيم التحليلية النفسية للغة
المفاهيم التحليلية النفسية للغة، هو مصطلح يشير إلى تقاطع نظرية التحليل النفسي مع علم اللسانيات وعلم النفس اللغوي. تُعتبر اللغة جزءًا لا يتجزأ من نطاق نظرية التحليل النفسي منذ بداياتها، الأمر الذي يتجلى في الأسلوب العلاجي الذي خضعت له آنا أو. (الاسم المستعار لبيرثا بابنهايم) والمتمثل في الطريقة التطهيرية (التنفيس الوجداني)، إذ تركت هذه الطريقة أثرها الكبير على التطورات اللاحقة التي طرأت على العلاج النفسي. أشارت بابنهايم إلى هذا الأسلوب العلاجي هذا باسم «العلاج بالمحادثة» (فرويد & بروير، 1895؛ دي ميغولا، 2005).
ترتبط اللغة بالتحليل النفسي من ناحيتين أساسيتين. أولًا، تُعتبر اللغة مهمة في العملية العلاجية، إذ تشكل وسيلةً رئيسيةً للتعبير عن العمليات العقلية اللاواعية، وذلك من خلال التبادل اللفظي بين المحلل النفسي والمريض (على سبيل المثال، التداعي الحر، وتفسير الأحلام، وديناميكيات الانتقال والانتقال المقابل). ثانيًا، ترتبط نظرية التحليل النفسي بالظواهر اللغوية في العديد من النواحي، وتُعتبر منزلقات فرويد وإلقاء النكات من الأمثلة على هذه العلاقة. يعتقد فرويد (1915، 1923) أن الاختلاف الأساسي بين أنماط التفكير التي تحددها عمليات التفكير الأولية (أي العمليات غير المنطقية التي يحكمها الهو) وعمليات التفكير الثانوية (أي العمليات المنطقية التي يحكمها كل من الأنا والواقع الخارجي) متمثل في الفرق بين الطرق قبل الكلامية ونقيضها من الطرق الكلامية التي تصور العالم.

## آراء فرويد حول اللغة
يقول فرويد (1940) إن «... وظيفة الكلام... هي ربط جوهر الأنا برواسب الإدراكات البصرية، والإدراكات السمعية على وجه الخصوص» (ص. 35). وبعبارة أخرى، يتمكن العقل من استيعاب المعلومات الإدراكية من خلال اللغة – أي إننا قادرون على فهم إدراكاتنا من خلال التفكير بها على شكل كلمات.

## الحبسة وتمثيل الأشياء وتمثيل الكلمات
تناولت إحدى الأوراق البحثية الأولى لفرويد عن الحبسة (1891) مسألة اضطرابات الكلام المتعلقة بآليات الجهاز العصبي، أي تلك التي درسها سابقًا كل من بول بروكا وكارل وفيرنيك. شكك فرويد في النتائج التي توصل إليها فيرنيك، متذرعًا بندرة الملاحظات السريرية. يعترف فرويد بالعلاقة التي تربط اللغة مع العمليات العصبية، لكنه رفض التصديق بنموذج التخصص الوظيفي للدماغ، وهو نموذج قسم الدماغ إلى مناطق معينة مسؤولة عن وظائف معرفية محددة. رفض فرويد اعتبار الظواهر المرضية في معظم حالاتها مظاهرًا للخلل الوظيفي الفيسيولوجي، الرأي الذي لم يشاركه معه معظم معاصريه (لانتيري- لورا، 2005). 
يميز فرويد في ورقته البحثية ذاتها (1891) بين تمثيل الكلمات أو الصور الذهنية للكلمات وتمثيل الأشياء أو تمثيل الأشياء الحقيقية. تنطوي عملية تمثيل الكلمات على العلاقة بين فكرة واعية ما ومحفز لفظي، ويرتبط هذا التمثيل بالعمليات الثانوية، وغالبًا ما يكون موجهًا نحو الواقع. تُعتبر تمثيلات الأشياء بمثابة صور قبل كلامية أو غير كلامية للأشياء، وهي على صلة وثيقة بالعمليات الأولية، بالإضافة إلى كونها غير مرتبطة بالواقع بالضرورة (رايكروفت، 1995؛ غيبلوت، 2005؛ لانتيري- لورا، 2005). يتضح بذلك تأثير العالم الخارجي على الأنا، إذ ترتبط العمليات الذهنية وتمثيلات الكلمات تدريجيًا، أي تزامنًا مع ابتعاد الأنا عن الهو بعد التواصل مع المحيط (رايكروفت، 1995؛ فرويد، 1923). يتجلى التناقض بين تمثيل الكلمات وتمثيل الأشياء في فرضيات فرويد حول الفصام (رايكروفت، 1995؛ فرويد، 1894، 1896). يُعتقد أن مرضى الفصام يجردون تمثيل الأشياء من أهميته ويتعاملون مع تمثيل الكلمات بوصفه تمثيلًا للأشياء الواقعية، إذ يُعتبر هذا الأمر بمثابة آلية يستخدمونها لمواجهة الصراع داخل النفس.